# Nana Mizuki Livedom -Birth- at Budokan
Albums de Nana Mizuki
Nana Clips 3
(2006) Live Museum x Universe
(2007)
Nana Mizuki Livedom -Birth- at Budokan est la 7e vidéo musicale de la chanteuse et seiyū japonaise Nana Mizuki.

## Présentation
La vidéo sort au format DVD le 21 juin 2006 sous le label King Records. Le DVD atteint la 13e place du classement de l'Oricon et reste classé pendant trois semaines.
Les deux premiers DVD contiennent le concert Nana Mizuki Livedom -Birth- at Budokan filmé le 21 janvier 2006 au Nippon Budokan. Ils contiennent 31 pistes issues de ses 5 albums ainsi que de ses singles, dont Rush & Dash! et Inside of mind du single Eternal Blaze, Hikari du single Super Generation et "Suki" du single Wild Eyes. Le troisième DVD intitulé NANA MIZUKI LIVE ROCKET 2005 ~summer~ TOUR DOCUMENT, contient une sélection de chansons venant de sa tournée d'été en 2005.

## Liste des titres
| 1.  | Opening (OPENING)                        |  |
| 2.  | Rush&Dash! (RUSH & DASH!)                |  |
| 3.  | Miracle☆Flight (ミラクル☆フライト)       |  |
| 4.  | MC1                                      |  |
| 5.  | Hikari (光)                              |  |
| 6.  | Heaven Knows                             |  |
| 7.  | Daisuki Kimi e (大好きな君へ)            |  |
| 8.  | Inside of mind                           |  |
| 9.  | Take a Shot                              |  |
| 10. | MC2                                      |  |
| 11. | Thermidor                                |  |
| 12. | Brave Phoenix (BRAVE PHOENIX)            |  |
| 13. | Innocent Starter                         |  |
| 14. | MC3                                      |  |
| 15. | Orgel to Piano to (オルゴールとピアノと) |  |
| 16. | MC4                                      |  |
| 17. | Takaramono (宝物)                        |  |
| 18. | Nana Photo History (NANA PHOTO HISTORY)  |  |

| 1.  | Juliet (ジュリエット)               |  |
| 2.  | "Suki" (「好き!」)                  |  |
| 3.  | MC5                                 |  |
| 4.  | Power Gate (POWER GATE)             |  |
| 5.  | Wild Eyes (WILD EYES)               |  |
| 6.  | New Sensation                       |  |
| 7.  | Jet Park (JET PARK)                 |  |
| 8.  | MC6                                 |  |
| 9.  | Super Generation (SUPER GENERATION) |  |
| 10. | Tears' Night                        |  |
| 11. | Eternal Blaze (ETERNAL BLAZE)       |  |
| 12. | Be Ready (BE READY)                 |  |
| 13. | End Roll                            |  |

| 1.  | Opening (OPENING)                     |  |
| 2.  | Power Gate (POWER GATE)               |  |
| 3.  | 76th Star                             |  |
| 4.  | Abilities                             |  |
| 5.  | Love & History (LOVE & HISTORY)       |  |
| 6.  | Window of Heart (WINDOW OF HEART)     |  |
| 7.  | Drive away dream                      |  |
| 8.  | Jump! (JUMP!)                         |  |
| 9.  | Wild Eyes (WILD EYES)                 |  |
| 10. | Hime Murasaki (ヒメムラサキ)          |  |
| 11. | New Sensation                         |  |
| 12. | Miracle☆Flight (ミラクル☆フライト)    |  |
| 13. | Making of Livedom (MAKING OF LIVEDOM) |  |